# جورج جونغ
جورج يعقوب جونغ (بالإنجليزية: George Jacob Jung)‏ (ولد في 6 أغسطس 1942)، الملقب بوسطن جورج وإل أميريكانو، هو تاجر مخدرات سابق ومهرب ولاعب رئيسي في تجارة الكوكايين داخل الولايات المتحدة خلال عقدي السبعينيات والثمانينيات من القرن العشرين.